# Beaumont (Adelsgeschlecht)
Beaumont war eine Familie des normannischen Adels, die im Zusammenhang mit der Eroberung Englands zu einer der ersten Familien auf der Insel aufstieg. Ihre Angehörigen sind vor allem als Earl of Warwick bekannt.
Ihre wesentlichen Titel sind:
- Graf von Meulan 1081–1204
- Earl of Warwick 1088–1242
- Earl of Leicester 1107–1204

Der Titel Meulan ging 1204 bei der Eroberung der Normandie durch Frankreich verloren, der Titel Leicester im selben Jahr durch Aussterben der dazugehörenden Linie, der Titel Warwick aus demselben Grund 1242. Die letzten Mitglieder der Familie waren im 15. Jahrhundert die Herren von Courseulles-sur-Mer.

## Stammliste (Auszug)

### Erste Generationen
1. Torf
  1. Thorold de Pont-Audemer († nach 1040), ⚭ Duvaline, Schwester der Gunnora (FitzOsbern)
    1. Onfroi de Vieilles (Hunfroy, Ansfridus), um 1035, Seigneur de Vieilles (Veules, heute Ortsteil von Beaumont-le-Roger) ⚭ Alberée
      1. Roger de Beaumont († 1094), Seigneur de Beaumont-le-Roger et de Pont-Audemer, ⚭ Adeline de Meulan († 1081), Tochter von Galéran III., Graf von Meulan
        1. Robert I. de Beaumont († 1118), Seigneur de Beaumont-le-Roger, de Pont-Audemer, de Brionne et de Vatteville, 1081 Comte de Meulan, 1107 1. Earl of Leicester, ⚭ I Godehilde de Tosny († 1097), getrennt, Tochter von Raoul III. de Tosny, Seigneur de Conches (Haus Tosny), sie heiratete in zweiter Ehe vor 1096 Balduin von Boulogne, 1100–1118 König von Jerusalem, ⚭ II Elisabeth von Vermandois († vor 1148), Tochter von Hugo von Vermandois, Graf von Valois und Vermandois (Kapetinger), sie heiratete in zweiter Ehe William de Warenne, 2. Earl of Surrey – Nachkommen: siehe unten
        2. Henry de Beaumont († 1119), 1088 1. Earl of Warwick, 1094 Seigneur d‘Annebecq, Seigneur du Neufbourg; ⚭ Marguerite von Le Perche, Tochter von Geoffroy, Graf von Mortagne, 1. Comte du Perche (Haus Châteaudun), und Beatrix de Roucy – Nachkommen: siehe unten

    2.  ? Roger, um 1060 bezeugt[1]

  2. Turchetil – Stammvater des Hauses Harcourt

### Die Comtes de Meulan und Earls of Leicester
1. Robert I. de Beaumont († 1118), Seigneur de Beaumont-le-Roger, de Pont-Audemer, de Brionne et de Vatteville, 1081 Comte de Meulan, 1107 1. Earl of Leicester, ⚭ I Godehilde de Tosny († 1097), getrennt, Tochter von Raoul III. de Tosny, Seigneur de Conches, sie heiratete in zweiter Ehe vor 1096 Balduin von Boulogne, 1100–1118 König von Jerusalem, ⚭ II Elisabeth von Vermandois († vor 1148), Tochter von Hugo von Vermandois (Kapetinger), Graf von Valois und Vermandois, sie heiratete in zweiter Ehe William de Warenne, 2. Earl of Surrey – Vorfahren: siehe oben
  1. Galéran IV. (* 1104 (Zwilling); † 1166), 1118 Comte de Meulan, Sire de Pont-Audemer (bis 1124), de Beaumont-le-Roger et de Brionne, 1138 1. Earl of Worcester, ⚭ Agnès de Montfort, Dame de Gournay-sur-Marne († 1181), Tochter von Amaury III., Sire de Montfort-l’Amaury, Graf von Évreux (Haus Montfort-l’Amaury)
    1. Robert II. († 1204), 1166 Comte de Meulan, 1204 abgesetzt, ⚭ Mahaut, Tochter von Reginald de Dunstanville, 1. Earl of Cornwall
      1. Galéran V., X 1190/91, 1183 Comte de Meulan – Nachkommen: die Herren von Courceulles-sur-Mer († 15. Jahrhundert)
      2. Mabile († nach 1204), ⚭ William de Redvers, 5. Earl of Devon († 1217)
      3. Agnès; ⚭ Guy IV., Sire de La Roche-Guyon
      4. Jeanne; ⚭ Robert II. d’Harcourt, le Vaillant, Sire d’Harcourt, 1201 Sire d’Elbeuf

    2. Amaury († vor 1196), Seigneur de Gournay-sur-Marne – Nachkommen † 14. Jahrhundert
    3. Roger, bis 1204 Vicomte d’Évreux

  2. Robert II. le Bossu (der Bucklige) oder le Gozcen (* 1104 (Zwilling); † nach 1168), 1118 2. Earl of Leicester, 1165 Vizekönig von England; ⚭ Amicie († nach 1168), Tochter von Raoul de Gael et de Montfort (Haus Montfort-Laval)
    1. Robert III. ès Blanchemain († 1190), 3. Earl of Leicester, Steward of England and Normandie, ⚭ Petronilla de Grandmesnil, Tochter von Hugues, Seneschall von England
      1. Guillaume de Breteuil, le Lepreux (der Aussätzige), † nach 1189
      2. Robert de Beaumont „Fitzpernel“ († 1204), 1190 4. Earl of Leicester, Seigneur de Breteuil et (bis 1196) de Pacy, 1199 Steward of England, ⚭ Laurette de Briouze, Tochter von William, Lord of Bramberg Brednock and Gower
      3. Roger de Beaumont, Bischof von St Andrews, Lordkanzler von Schottland
      4. Amicie de Beaumont († 1215), ⚭ Simon IV. von Montfort († vor 1188), Comte de Rochefort (Haus Montfort-l’Amaury), ⚭ II Guillaume II. des Barres († 1234), Seigneur de La Ferté-Alais
      5. Marguerite († 1235), ⚭ Saer de Quincy, 1. Earl of Winchester († 1219)

    2. Isabel († nach 1188), ⚭ I Simon II. de Senlis, 4. Earl of Northampton, 5. Earl of Huntingdon († 1153), ⚭ II Gervase Paynell, Baron of Dudley († nach 1188)
    3. Havise († 1197), ⚭ William FitzRobert, 2. Earl of Gloucester († 1183)
    4. Marguerite († nach 1185), ⚭ Raoul V. de Tosny († 1162)

  3. Hugh de Beaumont, 1. Earl of Bedford, 1138 1. Earl of Bedford, 1141/42 abgesetzt, ⚭ NN, Tochter von Simon de Beauchamp
  4. Isabel de Beaumont, Mätresse des Königs Heinrich I. von England, ⚭ I Gilbert de Clare, 1138 1. Earl of Pembroke († 1148), ⚭ II Hervé de Montmorency, Constable of Ireland (Stammliste der Montmorency)

### Die Earls of Warwick
1. Henry de Beaumont († 1119), 1088 1. Earl of Warwick, 1094 Seigneur d‘Annebecq, Seigneur du Neufbourg, ⚭ Marguerite von Le Perche, Tochter von Geoffroy, Graf von Mortagne, 1. Comte du Perche (Haus Châteaudun), und Beatrix de Roucy – Vorfahren: siehe oben
  1. Roger de Beaumont († 1153), 1123 2. Earl of Warwick, ⚭ I Gundred de Varennes (Warenne) († nach 1166), Tochter von William de Warenne, 2. Earl of Surrey, ⚭ II William de Lancaster, Lord of Kendal († wohl 1170)
    1. William de Beaumont († 1184), 1153 3, Earl of Warwick
    2. Waleran de Beaumont († 1203/1204), 1184 4. Earl of Warwick; ⚭ I Margery de Bohun, Tochter von Humphrey II. de Bohun und Margaret of Gloucester, ⚭ II Alice d’Harcourt, Tochter von Robert d’Harcourt, of Bosworth and Stanton
      1. (I) Henry de Beaumont († 1229), 1203 5. Earl of Warwick, ⚭ I Margery de Oilly, Tochter von Henry, of Hook Norton, ⚭ II Philippa Basset, Tochter von Thomas Basset, of Headington
        1. (I) Sir Thomas de Beaumont († 1242), 1229 6. Earl of Warwick, ⚭ Ela Longespee († 1298), Tochter von William Longespée, 3. Earl of Salisbury, heiratete in zweiter Ehe Sir Philip Basset, of Wycombe, Justiciar of England († 1271)
        2. (I) *Margaret de Beaumont († 1253), 1242 7. Countess of Warwick; ⚭ I John Marshal, Marschall von England, jure uxoris 7. Earl of Warwick, † 1242; ⚭ II John de Plessis, 1245/47 Earl of Warwick († 1263) (Haus Le Plessis-Richelieu)

    3. Gundred († 1200/08), ⚭ Hugh Bigod, 1. Earl of Norfolk († 1176/77) (Haus Bigod)

  2. Robert de Neufbourg, († 1159), 1118 Seigneur du Neufbourg et d’Annebecq, ⚭ Godehilde de Tosny, Tochter von Raoul IV. de Tosny, Seigneur de Conches – Nachkommen † 1388
  3. Rotrou († 1183) Bischof von Évreux, Erzbischof von Rouen